# Buddy Farah
Badawi Farah, detto Buddy (Sydney, 18 agosto 1978), è un ex calciatore australiano naturalizzato libanese, di ruolo difensore.

## Palmarès

### Club

#### Competizioni nazionali
- Campionato libanese: 1

Nejmeh: 2003-2004
- Coppa d'Islanda: 1

Keflavík: 2006